# Ekerö
Ekerö – miejscowość (tätort) w Szwecji, w regionie administracyjnym (län) Sztokholm, w gminie Ekerö.
Według danych Szwedzkiego Urzędu Statystycznego liczba ludności wyniosła: 11 505 (31 grudnia 2015), 12 071 (31 grudnia 2018) i 12 341 (31 grudnia 2019).